# Farzad Amuzadchalili
Farzad Amuzadchalili (pers. فرزاد عموزاد خلیلی; ur. 17 czerwca 1992 w Behszahrze) – irański zapaśnik walczący w stylu wolnym. Brązowy medalista halowych igrzysk azjatyckich w 2017. Trzeci na mistrzostwach Azji juniorów w 2012 roku.